# Scheggia e Pascelupo
Scheggia e Pascelupo là một đô thị ở Tỉnh Perugia trong vùng Umbria, có khoảng cách khoảng 40 km về phía đông bắc của Perugia.
Scheggia e Pascelupo giáp các đô thị: Cantiano, Costacciaro, Frontone, Gubbio, Sassoferrato, Serra Sant'Abbondio.